# Държавно горско стопанство „Алабак“
Държавно горско стопанство „Алабак“ е разположено в Западните Родопи. То е част от Южноцентрално държавно предприятие – Смолян.
Площта на стопанството е 26 939 ha. Очертанията му образуват правилна фигура с най-голяма дължина около 35 km в посока североизток-югозапад и най-голяма ширина около 26 km в посока югоизток – северозапад. Най-голямото разстояние между две крайни точки е 35,8 km, а най-малкото 10,5 km.
Името си получава от рида Алабак, намиращ се на територията на стопанството, североизточно от Велинград. Територията на стопанството попада изцяло на територията на община Велинград. В него са разположени 15 землища – град Велинград и селата Драгиново, Грашево, Света Петка, Цветино, Пашови, Бутрева, Кръстава, Чолакова, Враненци, Бозьова, Рохлева, Биркова, Горна Дъбева и Абланица.